# Stromleitungskreuzung der Straße von Messina

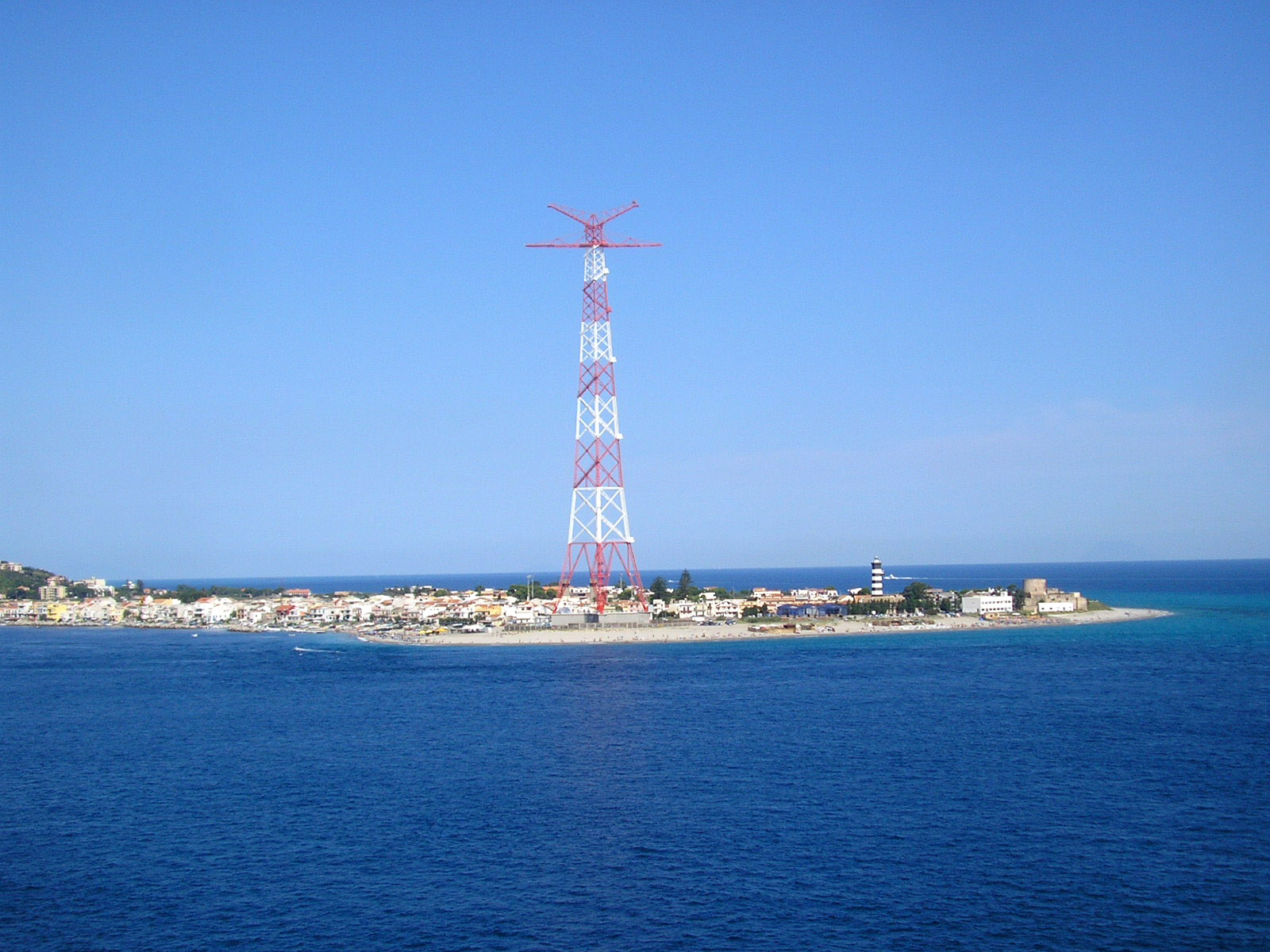
Ehemaliger Strommast bei Torre Faro auf sizilianischer Seite

Die Stromleitungskreuzung der Straße von Messina dient zur Anbindung des Stromnetzes von Sizilien an das der Apenninhalbinsel. Sie existiert seit 1955 und war bis 1994 als Freileitungskreuzung realisiert, deren Masten heute noch stehen.

## Freileitungskreuzung

### Kreuzungsmasten
1955 wurden zur Realisierung einer Hochspannungsleitung (bis 1971 mit einer Spannung von 150 kV, ab dann 220 kV) vom kalabrischen Umspannwerk Scilla (Lage) zum sizilianischen Umspannwerk Messina-Santo (Lage) an der Straße von Messina in Torre Faro (Sizilien) und Cannitello di Villa San Giovanni (Kalabrien) je ein 224 m hoher, als freistehender Stahlfachwerkturm ausgeführter Hochspannungsmast errichtet.
Jeder dieser Masten steht auf einem kreuzförmigen 8 m (26 ft) hohen Fundament, sodass sich eine Gesamthöhe von 232 m ergibt, und trägt in einer Höhe von 212 m (696 ft) eine Traverse zur Aufnahme von vier Leiterseilen. Zwei weitere Leiterseile fanden Platz an der V-förmigen Spitze, an der auch die Erdseile montiert waren.
Im Gegensatz zu herkömmlichen Masten wurden die Eckstiele der Masten diagonal zum Verlauf der Leitungsrichtung angeordnet. Diese Anordnung wurde auch später bei der Elbekreuzung 1 in Deutschland übernommen.
Die Masten der Freileitungskreuzung der Straße von Messina waren bis zur Fertigstellung der Elbekreuzung 2 die höchsten Freileitungsmasten der Welt.
Die Dauer und Amplitude der Eigenschwingung der Freileitungsmasten von Messina wurde nach ihrer Fertigstellung auf sehr ungewöhnliche Weise ermittelt, indem drei Raketen mit 9800 kN Schub an ihrer Spitze gezündet wurden.
Die Freileitungskreuzung ging mit vier Leiterseilen, von denen eines als Reserve diente, als einsystemige 150-kV-Leitung in Betrieb. 1971 wurden zwei weitere Leiterseile installiert und die Betriebsspannung auf 220 kV erhöht, wodurch sich eine Übertragungskapazität von 300 MVA ergab.
Als Leiterseile wurden für beide Systeme Einfachseile mit 45 mm² Aluminiumquerschnitt und 305 mm² Stahlquerschnitt, sogenannte AlSt-45/305-Seile, verwendet. Die geringste Höhe der Leiterseile über der Straße von Messina betrug 70 m. Um diese bei der Spannweite von 3646 Metern zu erreichen, war eine Zugspannung von 608 N/mm² in den Leiterseilen nötig.
In den 1980er Jahren reichte die Übertragungskapazität dieser Anlage nicht mehr aus. Es war nicht möglich, die Übertragungskapazität durch Bündelleiter zu erhöhen, weil diese in dem langen Spannfeld stärker zu windinduzierten Schwingungen neigen als Einfachleiter, was zu Kurzschlüssen führen kann. Seile besserer Leitfähigkeit kamen auch nicht in Frage, da diese nicht die erforderliche Zugspannung aushalten. Daher wurde 1985 durch die Straße von Messina ein 380-kV-Seekabel mit 1000 MW Übertragungskapazität verlegt.
Die Freileitungskreuzung wurde 1993 stillgelegt und ein Jahr später wurden die Leiterseile demontiert, danach wurden die Masten unter Denkmalschutz gestellt und als meteorologische Messstation, zur Übung von Höhenrettungen und als Antennenträger verwendet.
2006 war für kurze Zeit ein Aufstieg über 1250 Treppenstufen auf den Mast auf der sizilianischen Seite möglich.
Heute ist der Zugang für die Öffentlichkeit gesperrt.

### Schaltstationen

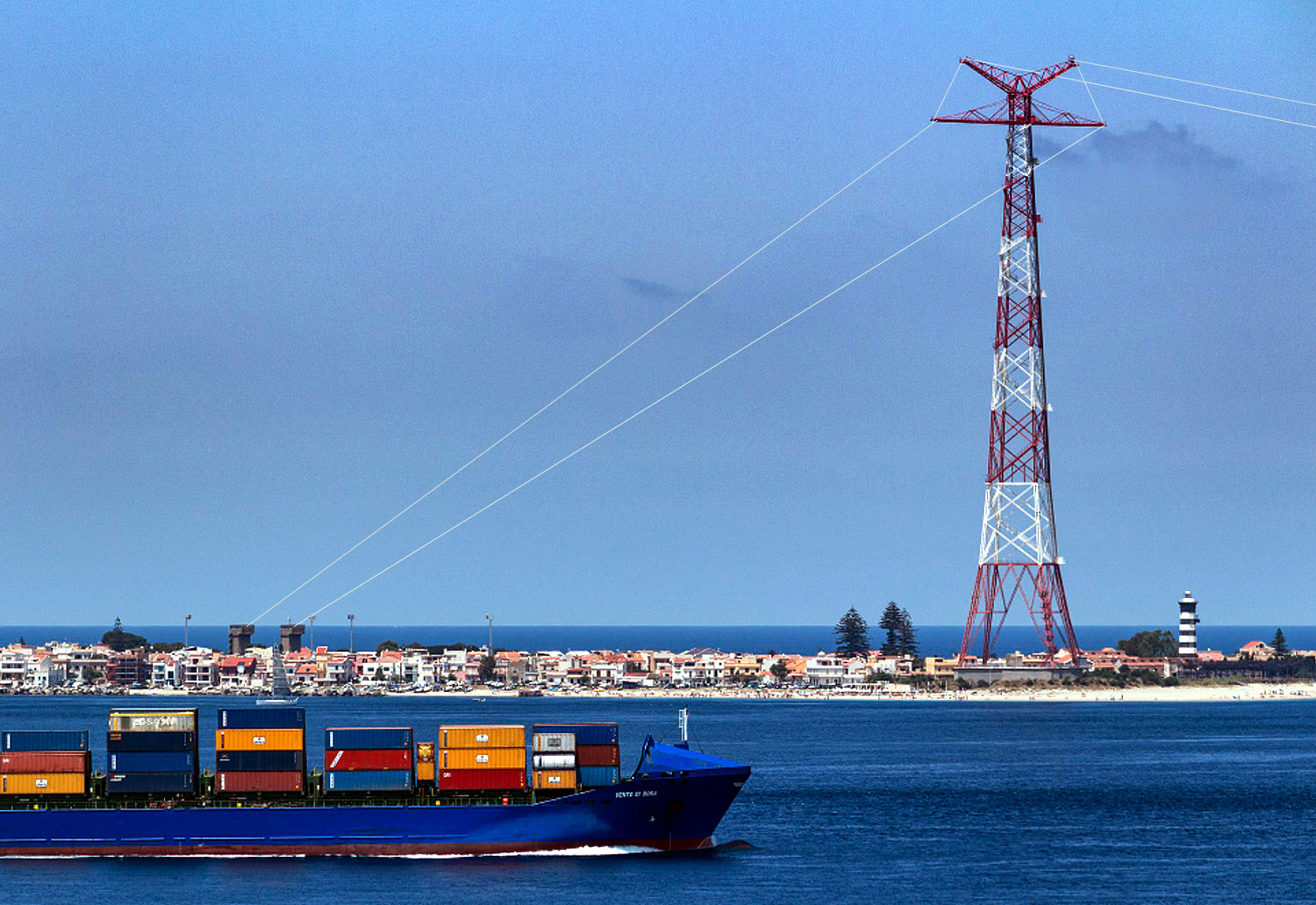
Freileitungshochmast in Torre Faro, mit beispielhaft eingefügten Leitungen zu den Kabelgegengewichtstürmen (Torri Morandie)

Im Unterschied zu anderen vergleichbaren Freileitungskreuzungen wurden an beiden Enden des Spannfelds Schaltstationen errichtet, deren Baulichkeiten noch heute vorhanden sind. Die Seile der Freileitungskreuzung wurden – im Unterschied zu praktisch allen anderen Freileitungskreuzungen breiter Wasserstraßen – ähnlich wie die Oberleitung einer Bahn mit einer Gewichtsspannvorrichtung an einem Ende gespannt. Das starre Ende der Freileitungskreuzung befand sich in der Station bei Cannitello in Kalabrien, die Spannvorrichtung war auf der Station auf Sizilien in einem Gebäude mit zwei Türmen, den sogenannten Torri Morandi, untergebracht, das heute noch steht.

### Zubringerleitung
Ursprünglich war die Freileitungskreuzung auf der kalabrischen Seite an die noch heute bestehende 150-kV-Leitung Scilla-Villa San Giovanni angeschlossen, welche südlich der Schaltstation in Cannitello aufgeschleift wurde. Im Zuge der Umstellung auf 220 kV wurde eine zweikreisige Stromleitung vom Umspannwerk Scilla zur ehemaligen Schaltstation in Cannitello gebaut, welche erst zwei Jahrzehnte nach Stilllegung der Freileitungskreuzung abgebaut wurde. Die Leitung von der Schaltstation Torre Faro zum Umspannwerk Messina-Santo dürfte inzwischen vollständig demontiert worden sein.

## Seekabelquerung
Das 1994 als Ersatz für die Freileitungskreuzung verlegte Seekabel ist Teil der einsystemigen 380-kV-Leitung vom Umspannwerk Rizziconi auf Kalabrien zum Umspannwerk Sorgente. Es hat eine Übertragungskapazität von 1000 MW und beginnt am südlich von Villa San Giovanni auf Kalabrien gelegenen Ende der vom Umspannwerk Rizziconi kommenden Freileitung und erreicht Sizilien im Stadtgebiet von Messina. Dieses durchläuft es als Erdkabel, bevor es im Norden von Messina endet, wo die Freileitung zum Umspannwerk Sorgente beginnt.
Das Kabel besteht aus vier Leitern, wobei der vierte Leiter als Reserve dient.

## Zweites 380-kV-Kabel
Bis 2016 wurde eine weitere 380-kV-Leitung zwischen Sorgente und Rizziconi gebaut. Sie hat eine Länge von 105 km bei einer maximalen Übertragungskapazität von 2000 MW. Die Seekabelsektion ist 38 km lang.